# Детский музей открытки
Детский музей открытки — уникальное собрание более 500 000 открыток, расположенное в Санкт-Петербурге, в доме № 2 на Пионерской улице (Петроградская сторона, станция метро «Спортивная»). Создатель музея — известный петербургский филокартист Виталий Петрович Третьяков.

## История музея
Открытие музея состоялось 2 ноября 2002 года. Коллекция музея началась с 17 000 открыток, которые были подарены Российской Национальной Библиотекой (дар Елены Константиновны Ромодановской). В фонд музея вошли коллекции Леонида Владимировича Дьяконова и Виталия Петровича Третьякова. В музее также хранится архив Ленинградского клуба филокартистов (1958—1998).

## Проекты музея
Сотрудники музея регулярно проводят различные творческие проекты. В музее действует постоянная выставка «История открытки». Проводится образовательный проект игра-путешествие «Кругосветка с открыткой».

## Попечительский совет музея
Попечительским Советом Детского музея открытки является Санкт-Петербургский Клуб любителей истории открытки, членами которого являются известные российские филокартисты.